# Tour de Elk Grove 2012
La 8.ª edición de la competición ciclista en ruta Tour de Elk Grove, se disputó desde el 3 al 5 de agosto de 2012.
Por segunda vez estuvo incluida en el calendario internacional americano y ascendiendo a la categoría 2.1, siendo la 25.ª carrera del UCI America Tour 2011-2012.
El ganador de la clasificación general fue el canadiense François Parisien del equipo SpiderTech powered by C10, quien además ganó la clasificación por puntos. Fue seguido en el podio por los estadounidenses John Murphy y Andy Jacques-Maynes, ambos del equipo Kenda-5 Hour Energy.     

## Equipos participantes
Participaron 14 equipos siendo 1 de categoría ProTour, 4 Pro Continentales y 9 Continentales. Iniciaron la carrera 103 ciclistas y finalizaron 77 de ellos.
| Equipo                         | Cód. UCI | Categoría               |
| ------------------------------ | -------- | ----------------------- |
| Garmin-Sharp                   | GRS      | UCI ProTour             |
| UnitedHealthcare               | UHC      | Profesional Continental |
| Type 1-Sanofi                  | TT1      | Profesional Continental |
| SpiderTech powered by C10      | SPI      | Profesional Continental |
| Champion System                | CSS      | Profesional Continental |
| Bissell Pro Cycling Team       | BPC      | Continental             |
| Jamis-Sutter Home              | JSH      | Continental             |
| Wonderful Pistachios           | WPC      | Continental             |
| Optum-Kelly Benefit Strategies | OPT      | Continental             |
| Team Exergy                    | XRG      | Continental             |
| Jelly Belly Cycling Team       | JBC      | Continental             |
| Kenda-5/Hour Energy            | KPC      | Continental             |
| Team SmartStop-Mountain Khakis | TMK      | Continental             |
| Ekoi.com-Gaspesien             | EKG      | Continental             |

## Etapas
Tanto el prólogo como las 2 etapas fueron enteramente disputadas en Elk Grove Village, realizando diferentes circuitos en las calles de la ciudad. El prólogo se realizó en un circuito de 7,2 kilómetros, la 1.ª etapa 7 vueltas a un circutio de 15,6 km y la última etapa 12 vueltas a un circuito de 10 km.
| Etapa   | Fecha       | Km        | Ganador    | Líder             |
| Prólogo | 3 de agosto | 7,2 (CRI) | Tom Zirbel | Tom Zirbel        |
| 1.ª     | 4 de agosto | 109       | Ken Hanson | François Parisien |
| 2.ª     | 5 de agosto | 120       | Ken Hanson | François Parisien |

## Clasificaciones

### Clasificación general
| Posición | Ciclista            | Equipo                         | Tiempo          |
| -------- | ------------------- | ------------------------------ | --------------- |
|          | François Parisien   | SpiderTech powered by C10      | 5 h 02 min 30 s |
| 2        | John Murphy         | Kenda-5 Hour Energy            | a 1 s           |
| 3        | Andy Jacques-Maynes | Kenda-5 Hour Energy            | a 8 s           |
| 4        | Robert Förster      | UnitedHealthcare               | a 9 s           |
| 5        | Charles Huff        | Jelly Belly                    | a 11 s          |
| 6        | Tom Zirbel          | Optum-Kelly Benefit Strategies | a 11 s          |
| 7        | Frank Pipp          | Bissell Cycling                | a 12 s          |
| 8        | Fernando Antogna    | Jamis-Sutter Home              | a 12 s          |
| 9        | Luis Romero Amaran  | Jamis-Sutter Home              | a 12 s          |
| 10       | Nic Hamilton        | Jelly Belly                    | a 15 s          |

### Clasificación por equipos
| Posición | Equipo                         | Tiempo           |
| -------- | ------------------------------ | ---------------- |
|          | Kenda-5 Hour Energy            | 15 h 08 min 07 s |
| 2        | SpiderTech powered by C10      | a 16 s           |
| 3        | Jamis-Sutter Home              | a 16 s           |
| 4        | Optum-Kelly Benefit Strategies | a 18 s           |
| 5        | UnitedHealthcare               | a 23 s           |

## UCI America Tour
La carrera al estar integrada al calendario internacional americano 2011-2012 otorgó puntos para dicho campeonato. El baremo de puntuación es el siguiente:
| Posición                    | 1º | 2º | 3º | 4º | 5º | 6º | 7º | 8º | 9º | 10º | 11º | 12º |
| Clasificación general final | 80 | 56 | 32 | 24 | 20 | 16 | 12 | 8  | 7  | 6   | 5   | 3   |
| Por etapa                   | 16 | 11 | 6  | 5  | 4  | 2  |    |    |    |     |     |     |
| Líder General por etapa     | 8  |    |    |    |    |    |    |    |    |     |     |     |

Los 10 ciclistas que obtuvieron más puntos fueron los siguientes:
| Ciclista              | Equipo                         | Puntos por la clasificación final | Puntos de etapa | Puntos de líder | Total |
| --------------------- | ------------------------------ | --------------------------------- | --------------- | --------------- | ----- |
| François Parisien     | SpiderTech powered by C10      | 80                                | 11              | 8               | 99    |
| John Murphy           | Kenda-5 Hour Energy            | 56                                | 11              | -               | 67    |
| Tom Zirbel            | Optum-Kelly Benefit Strategies | 16                                | 16              | 8               | 40    |
| Andy Jacques-Maynes   | Kenda-5 Hour Energy            | 32                                | 5               | -               | 37    |
| Charles Huff          | Jelly Belly                    | 20                                | 17              | -               | 37    |
| Ken Hanson            | Optum-Kelly Benefit Strategies | -                                 | 32              | -               | 32    |
| Robert Förster        | UnitedHealtcare                | 24                                | -               | -               | 24    |
| Alexander Serebryakov | Type 1-Sanofi                  | -                                 | 17              | -               | 17    |
| Frank Pipp            | Bissell Cycling                | 12                                | -               | -               | 12    |
| Luis Romero           | Jamis-Sutter Home              | 7                                 | 2               | -               | 9     |